# Sarband
Sarband (persiska: سَراهبَند, سَر راه بَند, سَرِ بَند, سربند) är en ort i Iran.   Den ligger i provinsen Markazi, i den centrala delen av landet, 190 km sydväst om huvudstaden Teheran. Sarband ligger 2 066 meter över havet och antalet invånare är 155.
Terrängen runt Sarband är platt åt sydväst, men åt nordost är den kuperad.Runt Sarband är det ganska glesbefolkat, med 21 invånare per kvadratkilometer. Närmaste större samhälle är Tafresh, 18,9 km nordost om Sarband. Trakten runt Sarband består i huvudsak av gräsmarker.